# Gabriel Aubry (mannequin)
Pour les articles homonymes, voir Gabriel Aubry (pilote automobile) et Aubry.
Gabriel Aubry est un mannequin québécois né à Montréal le 30 août 1976.
Il est repéré par un styliste alors qu'il dansait en discothèque. Depuis, il a travaillé pour diverses marques telles que Versace, Gap, Tommy Hilfiger, Calvin Klein, DKNY, Valentino, Trussardi, Massimo Dutti et surtout Hugo Boss. C'est la campagne publicitaire pour le parfum BOSS Bottled de Hugo Boss, dans laquelle il sort de sa douche, qui l'a révélé au grand public.

## Vie privée
Entre 2005 et 2010, il est en couple avec l'actrice américaine Halle Berry, avec qui il a une fille en 2008.